# Dirk Benedict
Pour les articles homonymes, voir Benedict.
Dirk Niewoehner, dit Dirk Benedict, est un acteur américain, né le 1er mars 1945 à Helena (Montana).

## Biographie

### Engagements
Dirk Benedict est surtout connu pour avoir joué le lieutenant Starbuck dans la série Galactica et le lieutenant Templeton Peck (dit Futé) dans la série Agence tous risques.
En 1997, il incarne Jack Antharia, un explorateur de série télé dans le jeu Zork: Grand Inquisitor aux côtés de Erick Avari (Stargate, la porte des étoiles).
En 2007, il fait partie des célébrités anglaises du Celebrity Big Brother au côté de Jade Goody, Jermaine Jackson et Shilpa Shetty et termine troisième du classement final[réf. nécessaire].
Désormais, il fait quelques apparitions dans des films ou téléfilms à petit budget comme Collision fatale et se consacre au théâtre, où il est reconnu. Il a notamment joué Hamlet en 1987.

### Carrière
Il a également survécu à un cancer de la prostate à l'âge de 30 ans en réorganisant son alimentation et faisant du sport (il s'est isolé dans les forêts américaines, vivant comme un ermite), ce qui lui offrit le physique lui permettant de jouer Templeton Peck Futé pour l'Agence tous risques
Depuis 2010, il se consacre de nouveau exclusivement au théâtre. 

### Vie privée
Il a été marié à Toni Hudson (en) de 1986 à 1995. Il a eu trois garçons : Roland, John et George.

## Filmographie

### Cinéma
- 1972 : Georgia, Georgia de Stig Björkman : Michael Winters
- 1973 : SSSSnake (Sssssss) de Bernard L. Kowalski : David Blake
- 1974 : W de Richard Quine : William Caulder
- 1978 : Galactica : La Bataille de l'espace (Battlestar Galactica) de Richard Colla (pilote de la série, sorti en salles) : Lt. Starbuck
- 1979 : Scavenger Hunt de Michael Schultz : Jeff Stevens
- 1981 : Underground Aces (en) de Robert Butler : Pete Huffman
- 1981 : Ruckus (en) de Max Kleven : Kyle Hanson
- 1986 : Body Slam (en) de Hal Needham : M. Harry Smilac
- 1991 : Blue Tornado (en) d'Antonio Bido : Alex Long
- 1992 : Shadow Force (en) : Rick Kelly
- 1994 : Demon Keeper de Joe Tornatore : Alexander Harris
- 1995 : The Feminine Touch (en) de Conrad Janis : John Mackie
- 1996 : Alaska de Fraser C. Heston : Jake Barnes
- 1997 : Steel Stomachs : Host
- 1998 : Horton, drôle de sorcier (Waking up Horton) d'Harry Bromley Davenport : Tyler
- 2006 : Goldene Zeiten de Peter Thorwarth : Douglas Burnett / John Striker / Horst Müller
- 2007 : Recon 7 Down de William Cheney : Tom Myers
- 2010 : L'agence tous risques de Joe Carnahan : Le prisonnier Pensacola

### Télévision
- 1972 : Hawaï police d'État (Hawaii Five O) (série télévisée) : Walter Clyman
- 1974 : S.O.S. Hélico (série télévisée) : Officier Gil Foley
- 1975 : Journey from Darkness (Téléfilm) : Bill
- 1977 - 1978 : Drôles de dames (Charlie's Angels) (série télévisée) : Barton
- 1978 : Cruise into Terror (Téléfilm) : Simon
- 1978 - 1979 : Galactica (série télévisée) : Lt. Starbuck
- 1980 : Galactica 1980 (Téléfilm) : Lt. Starbuck
- 1980 - 1983 : La croisière s'amuse (The Love Boat) (série télévisée) : Jeff Dalton
- 1980 : The Georgia Peaches (en) (Téléfilm) : Dusty Tyree
- 1981 : Scrupules (Téléfilm) : Spider Elliott
- 1982 : Family in Blue (Téléfilm) : Matt Malone
- 1983 - 1987 : L'Agence tous risques (The A-Team) (série télévisée) : Templeton "Faceman" Peck , "Futé"
- 1984 : Histoires singulières (Hammer House of Mystery and Suspense) Episode 1 "Le Tatouage" (Mark of the Devil) : Frank Rowlett
- 1987 : Hôtel (série télévisée) : Trevoe Harris
- 1989 : Alfred Hitchcock présente (série télévisée) : Dr Rush
- 1989, 1995 : Arabesque (Murder She Wrote) (série télévisée) : Dr Latimer, Gary Harling
- 1991 : Bejewelled (Téléfilm) : Gordon
- 1992 : Alerte à Malibu (Baywatch) (série télévisée) : Aaron Brody
- 1993 : L'As de la crime (série télévisée) : Gil Higgins
- 1994 : Official Denial (en) (Téléfilm) : Lt Col. Dan Lerner
- 1995 : Walker, Texas Ranger (série télévisée) : Blair
- 1996 : Abduction of Innocence (Téléfilm) : Robert Steves
- 2006 : Collision fatale (Earthstorm) (Téléfilm) : Victor Stevens

## Jeux vidéo
- 1997 : Zork: Grand Inquisitor : Antharia Jack